# Iskut River Hot Springs Park
Iskut River Hot Springs Park är en park i Kanada.   Den ligger i provinsen British Columbia, i den centrala delen av landet, 3 900 km väster om huvudstaden Ottawa. Iskut River Hot Springs Park ligger 526 meter över havet.
Terrängen runt Iskut River Hot Springs Park är kuperad österut, men västerut är den bergig. Trakten runt Iskut River Hot Springs Park är nära nog obefolkad, med mindre än två invånare per kvadratkilometer.. Det finns inga samhällen i närheten. 